# Lombbergen
Lombbergen är ett naturreservat i Överkalix kommun i Norrbottens län.
Området är naturskyddat sedan 2011 och är 3,5 kvadratkilometer stort. Reservatet omfattar Stor- och Lill-Lomberget med mellanliggande våtmark. Reservatet består av urskogslik tallskog och gran.